# Seymour, Oos-Kaap
Seymour, Oos-Kaap este un oraș din Africa de Sud.